# Anthrodillo perkeo
Anthrodillo perkeo är en kräftdjursart som beskrevs av Karl Wilhelm Verhoeff 1946. Anthrodillo perkeo ingår i släktet Anthrodillo och familjen Armadillidae. Inga underarter finns listade i Catalogue of Life.